# Чемпионат России по лыжным гонкам 1994
Чемпионат России по лыжным гонкам 1994 года проводился с 10 по 15 марта в Сыктывкаре. В то же время сильнейшие российские лыжники (Елена Вяльбе, Нина Гаврылюк, Ольга Данилова, Любовь Егорова, Ольга Корнеева, Лариса Лазутина, Светлана Нагейкина, Игорь Бадамшин, Михаил Ботвинов, Андрей Кириллов, Геннадий Лазутин, Владимир Леготин, Алексей Прокуроров) принимали участие в этапе Кубка мира 1993/94 в шведском Фалуне, проходившем с 12 по 13 марта.

## Результаты

### Мужчины
| Дисциплина                | Золото                                                                            | Серебро                                                                                                | Бронза                                                                                     |
| 30 км свободным стилем    | Михаил Колосков Челябинская область 1:20:44,8                                     | Сергей Черных Республика Коми 1:21:22,2                                                                | Андрей Евтюхов Екатеринбург 1:21:37,4                                                      |
| 30 км свободным стилем    | 5. Дмитрий Биченев Санкт-Петербург                                                | |                                                                                            |
| 50 км классическим стилем | С. Занченко Новосибирская область 2:23:45,4                                       | Александр Голубев Новосибирская область 2:25:25,3                                                      | Владимир Юрин Екатеринбург 2:27:34,3                                                       |
| 50 км классическим стилем | 4. Дмитрий Биченев Санкт-Петербург                                                | |                                                                                            |
| Эстафета 4х10 км          | Санкт-Петербург 1:47:28,2 В. Бабиков Дмитрий Биченев В. Бобров Валерий Родохлебов | Карелия и Кировская область 1:47:33,7 Владимир Смирнов Валерий Соловьёв Алексей Сеппянен Юрий Ткаченко | Свердловская область 1:47:41,6 Евгений Кокшаров Владимир Юрин Андрей Евтюхов Эдуард Мошкин |

### Женщины
| Дисциплина                | Золото                                                                                | Серебро                           | Бронза                                    |
| 15 км свободным стилем    | Юлия Чепалова Хабаровск 45:52,3                                                       | И. Корчагина Екатеринбург 46:02,6 | Елена Шалина Алтайский край 46:19,6       |
| 15 км свободным стилем    | 5. Ирина Лузина Пермь                                                                 |                                   |                                           |
| 30 км классическим стилем | Ирина Лузина Пермь 1:37:16,9                                                          | Юлия Леменчук Москва 1:38:43,0    | Е. Киселёва Челябинская область 1:38:55,9 |
| 30 км классическим стилем | Ирина Крупышева Тверь Наталья Масалкина Томск                                         |                                   |                                           |
| Эстафета 4х5 км           | Московская область В. Фёдорова Ольга Космачёва Т. Севостьянова Н. Слесарева 1:04:57,2 | Челябинская область 1:05:34,8     | Москва 1:05:45,2                          |